# Белорусский совет православных церквей в Северной Америке
Белору́сский сове́т правосла́вных церкве́й в Се́верной Аме́рике (бел. Беларускі савет праваслаўных цэркваў у Паўночнай Амерыцы, англ. Belarusian Council of Orthodox Churches in North America), также Белорусская православная церковь Северной Америки (бел. Беларуская праваслаўная царква Паўночнай Амерыкі) — церковно-административная единица в юрисдикции Американской архиепископии Константинопольского Патриархата, существовавшая в 1971—2005 годах.

## История
В 1950 году в США был основан первый приход неканонической Белорусской автокефальной православной церкви. Позже были основаны ещё несколько приходов. Однако эти приходы никем не были признаны, поэтому среди части верующих БАПЦ возникло желание обрести канонический статус. Настоятель прихода святой Ефросинии Полоцкой в Саут-Ривер священник Николай Лапицкий считал, что возрождение белорусской автокефалии возможно только через Константинопольский патриархат, к которому община и обратилась с просьбой принять её под свой омофор. Споры о том, нужно ли переходить в Константинопольский Патриархат, раскололи главный приход белорусских автокефалистов в США: сторонники перехода образовали в 1967 году приход святого Кирилла Туровского в Ричмонд-Хилл (Куинс, Нью-Йорк), который 10 ноября 1968 года был принят в Константинопольский Патриархат.
В 1971 году для белорусских приходов создан Совет. Пять белорусских приходов объединили в отдельную единицу, которой управлял администратор в священном сане, подчинённый непосредственно главе Греческой Православной Архиепископии Америки.
В 1980 году был принят устав Белорусского совета православных церквей в Северной Америке. Велась благотворительная, воспитательная, образовательная, издательская деятельность: издавался журнал «Царкоўны сьветач» (основан в 1951 году), ежегодный православный календарь; налажено сотрудничество с журналом «Беларуская думка», действовали Белорусский религиозно-праздничный центр Бэлер-Минск (штат Нью-Йорк), Белорусский религиозно-общественный центр в Саут-Ривере, субботние и воскресные школы для детей белорусских эмигрантов.
В 2005 году Белорусский совет православных церквей в Северной Америке прекращает существование в качестве самостоятельной юрисдикции, а приходы входят в состав Американской Карпаторусской Православной Епархии, при этом сохраняя название «Белорусский» своих наименованиях (например, «St. Cyril of Turov Belarusian Orthodox Church»).

## Приходы
В 2000-е годы Объединение насчитывало 4 прихода в США и один в Канаде:
- Приход святой Евфросинии Полоцкой (Саут Ривер, штат Нью-Джерси)
- Приход святого Кирилла Туровского (Ричмонд-Хилл, Квинc, штат Нью-Йорк), образовался после раскола в бруклинском приходе БАПЦ, который оставила часть прихожан и построила с 1983 году новый храм
- Приход святого Георгия (Чикаго, штат Иллинойс)
- Часовня прихода Смоленской Божьей Матери (Глен-Спрей, штат Нью-Йорк), является филиалом приходов святой Евфросинии Полоцкой и святого Кирилла Туровского, клирики которых совершали здесь богослужения с мая по октябрь.
- Приход св. Евфросинии Полоцкой (Онтарио, Канада)

## Администраторы
- Николай Лапицкий (1970—1976)
- Святослав Ковш (1977—1997)
- Григорий О’Киф (1997—2009)